# Нейре, Боб
Робер «Боб» Нейре (фр. Robert «Bob» Neyret, 28 февраля 1934, Гренобль)  — французский автогонщик, выступавший в раллийных соревнованиях в 1960-х и 1970-х годах. Наиболее успешным для него являлось Ралли Марокко: две победы в 1969 и 1970 году, четвёртое место в 1971 и второе место в 1972 годах (IMC), второе место в 1973 и третье место в 1975 годах (Чемпионат мира по ралли). Из успешных выступлений в чемпионате Европы по ралли можно отметить 3 место на Ралли Льеж-София Льеж 1961 года и 3 место на Ралли Португалии 1971 года, а также седьмое, пятое, седьмое и четвертое места на Ралли Монте-Карло в 1962, 1963, 1965 и 1966 годах, седьмое место на Ралли Греции 1962 года.
Боб работал стоматологом-хирургом. Организовал команду Esso Aseptogyl, которая в 1977 и 1978 годах участвовала в гонках 24 часа Ле-Мана. Пилотами были женщины.

## Победы в международных ралли
| # | Этап          | Сезон | Автомобиль    |
| - | ------------- | ----- | ------------- |
| 1 | Ралли Марокко | 1969  | Citroen DS 21 |
| 2 | Ралли Марокко | 1970  | Citroen DS 21 |